# Liste de personnalités du concile Vatican II
Cet article liste les personnalités liées au concile Vatican II.

## Papes
- Jean XXIII (décédé le 3 juin 1963)
- Paul VI (élu le 21 juin 1963)

## Commission antépréparatoire
- Président :  Domenico Tardini[1]
- Secrétaire :  Giovanni Felici[1]
- Membres : 
  -  Giuseppe Ferretto[1]
  -  Pietro Sigismondi[1] (secrétaire de la congrégation pour la propagande de la foi)
  -  Antonio Samorè[1]
  -  Gabriele Acacio Coussa[1]
  -  Cesare Zerba[1]
  -  Pietro Palazzini[1]
  -  Arcadio Larraona[1]
  -  Dino Staffa[1]
  -  Enrico Dante[1]
  -  Paul-Pierre Philippe[1]
  -  Pietro Parente (plus tard, en remplacement de Philippe qui prend la place de Larraona)[1]

## Commissions préparatoires

### Commission centrale préparatoire
- Léon-Joseph Suenens[2]

### Commission théologique préparatoire
Composition publiée dans l'Osservatore Romano aux 18 juillet 1960, 18 août 1960 et 16 septembre 1960.
- Évêques
  -  Francesco Carpino
  -  Marcel-Marie Dubois[4]
  -  Alfredo Vicente Scherer
  -  Albert Stohr
  -  Lionel Audet
  -  Franjo Franic
  -  James H. Griffiths
  -  Joseph Schröffer
  -  John Joseph Wright
  -  Maxim Hermaniuk
  -  Platon V. Kornyljak

- Prélats
  -  Lucien Cerfaux
  -  Joseph Clifford Fenton
  -  Salvatore Garofalo
  -  Gerard Philips
  -  Antonio Piolanti
  -  Michael Schmaus
  -  Charles Journet

- Prêtres
  -  René Laurentin

### Commission liturgique préparatoire
Membres nommés par le pape Jean XXIII, liste publiée le 22 août 1960.
- Président[5] :
  -  Gaetano Cicognani (cardinal, préfet de la Congrégation des rites, † 5 février 1962, précédemment nommé en 1953 Président de la Commission pour la réforme liturgique (de) mise en place par Pie XII en 1948 à la suite de Mediator Dei)
  -  Arcadio Larraona[6] (cardinal, préfet de la Congrégation des rites) depuis le 22 février 1962
- Secrétaire[5] :  Annibale Bugnini (lazariste, professeur, prêtre, précédemment Secrétaire de la Commission pour la réforme liturgique mise en place par Pie XII en 1948 à la suite de Mediator Dei)
- Membres[5] :
  - Évêques
    -  Carlo Rossi (it) (Bielle)
    -  Charles-Justin Calewaert (Gand)
    -  Bernard Capelle (bénédictin, abbé du Mont-César, † 29 octobre 1961)
    -  Simon Konrad Landersdorfer (de) (Passau)
    -  Juan Hervás y Benet (es) (Ciudad Real, tit. Dora (de))
    -  Henri Jenny (aux. Cambrai, tit. Lycaonia (de))
    -  Joseph-Albert Malula (Léopoldville)
    -  Franz Zauner (de) (Linz)
    -  Joseph Gogué (d) (Bassora (it))

  - Prélats
    -  Giovanni Fallani (it)
    -  Mario Righetti (it)
    -  Enrico Cattaneo (d) (jésuite)
    -  Pietro Borella
    -  Giovanni Schiavon
    -  Higinio Anglés (consulteur de la Congrégation des rites)
    -  Joaquim Nabuco

  - Prêtres
    -  Giulio Bevilacqua (oratorien)
    -  Giuseppe Pizzoni (lazariste)
    -  Romano Guardini (professeur)
    -  Joseph Pascher (professeur)
    -  Johannes Quasten (professeur)
    -  Gregorio Martinez de Antofiana (clarétain)
    -  Aimon-Marie Roguet (d) (dominicain)
    -  Josef Andreas Jungmann (jésuite)
    -  Carlo Kniewald (professeur)
    -  John O'Connell (chanoine)

## Conseil de présidence du concile
C'est-à-dire les 10 présidents qui, entre autres fonctions, président les congrégations générales du concile :
- Eugène Tisserant[6]
- Achille Liénart[6]
- Gabriel Tappouni[6] (patriarche d'Antioche)
- Norman Thomas Gilroy[6]
- Francis Spellman[6]
- Enrique Pla y Deniel[6]
- Joseph Frings[6]
- Ernesto Ruffini[6]
- Antonio Caggiano[6] (archevêque de Buenos Aires)
- Bernard Jan Alfrink[6]

## Commissions du concile

### Commission doctrinale pour la foi et les mœurs
- Président :  Alfredo Ottaviani[6] (secrétaire du Saint-Office)
- Vice présidents :  Michael Browne[7];  Sebastiaan Tromp, S.J. (en)[7]
- Secrétaire :
- Membres :  André-Marie Charue[2] -  Joseph Heuschen (Hasselt, à partir de la fin de la 2e session[2])
- Membres nommés par le pape :
- Membres élus par l'assemblée :

### Commission des évêques et du gouvernements des diocèses
- Président :  Paolo Marella[6]
- Vice présidents :
- Secrétaire :
- Membres :  Charles-Marie Himmer (à partir de la 4e session[2])
- Membres nommés par le pape :
- Membres élus par l'assemblée :

### Commission des Églises orientales
- Président :  Amleto Cicognani[6] (secrétaire de la Congrégation pour les Églises orientales, Cardinal secrétaire d'État)
- Vice présidents :
- Secrétaire :
- Membres nommés par le pape :
- Membres élus par l'assemblée :

### Commission de la discipline des sacrements
- Président :  Benedetto Aloisi Masella[6] (préfet de la Congrégation pour le culte divin et la discipline des sacrements)
- Vice présidents :
- Secrétaire :
- Membres nommés par le pape :
- Membres élus par l'assemblée :
  -  Marc-Armand Lallier
  -  Pierre-Marie Puech
  -  Alexandre Renard[8]

### Commission de la discipline du clergé et du peuple chrétien
- Président :  Pietro Ciriaci[6] (préfet de la Congrégation du concile)
- Vice présidents :
- Secrétaire :
- Membres :  Guillaume-Marie van Zuylen[2]
- Membres nommés par le pape :
- Membres élus par l'assemblée :

### Commission des religieux
- Président :  Valerio Valeri[6] (préfet de la Congrégation pour les religieux)
- Vice présidents :
- Secrétaire :
- Membres nommés par le pape :
- Membres élus par l'assemblée :

### Commission des missions
- Président :  Grégoire-Pierre XV Agagianian[6] (préfet de la congrégation pour la propagande de la foi)
- Vice présidents :
- Secrétaire :
- Membres nommés par le pape :
- Membres élus par l'assemblée :

### Commission de liturgie
- Président :  Arcadio Larraona[6] (cardinal, préfet de la Congrégation des rites)
- Vice présidents :
- Secrétaire :
- Membres nommés par le pape[9] :
  -  Enrico Dante (secrétaire de la Congrégation des rites)
  -  Paolo Giobbe (cardinal, dataire)
  -  André Jullien (cardinal, doyen de la Rote romaine)
  -  Jean Prou (bénédictin, abbé de Solesmes)
  -  Anselmo Albareda (cardinal), Ramon Masnou Boixeda (ca) (Vic)
  -  Wilhelmus Marinus Bekkers (nl) (Bois-le-Duc)
  -  Bernardo Fey Schneider (de) (Potosi)
  -  Peter Schweiger (de) (supérieur des Clarétains)
- Membres élus par l'assemblée (le 20 octobre 1962)[9] : 
  -  Giacomo Lercaro (cardinal, Bologne)
  -  Cesario d'Amato (it) (bénédictin, abbé de Saint-Paul-hors-les-Murs)
  -  Carlo Rossi (it) (Bielle)
  -  Henri Jenny (aux. Cambrai, tit. Lycaonia (de))
  -  Charles-Justin Calewaert (Gand)[2]
  -  Joseph-Albert Malula (Léopoldville)
  -  Franz Zauner (de) (Linz)
  -  Otto Spülbeck (de) (Meissen (de))
  -  Jesús Enciso Viana (es) (Majorque)
  -  Francis Grimshaw (en) (Birmingham)
  -  Paul John Hallinan (en) (Atlanta)
  -  Franciszek Jop (pl) (aux. Sandomierz, tit. Daulia (de))
  -  Joseph Albertus Martin (Nicolet)
  -  Alfred Pichler (sr) (Banja Luka)
  -  Enrique Rau (es) (Mar del Plata)
  -  Wilhelmus van Bekkum (id) (Ruteng)

### Commission des séminaires, des études et de l'éducation catholique
- Président :  Giuseppe Pizzardo[6] (préfet de la congrégation des séminaires et des universités
- Vice présidents :
- Secrétaire :
- Membres :  Jules Victor Daem[2] (évêque d'Anvers)
- Membres nommés par le pape :
- Membres élus par l'assemblée :

### Commission pour l'apostolat des laïcs, pour la presse et les spectacles
- Président :  Fernando Cento[6] (grand pénitencier)
- Vice présidents :
- Secrétaire :
- Membres nommés par le pape :
- Membres élus par l'assemblée :

### Commission de coordination
- Léon-Joseph Suenens[2]

## Secrétariat pour l'unité des chrétiens
- Émile-Joseph De Smedt[2]

## Secrétariat pour les questions extraordinaires
- Président :  Amleto Cicognani[6] (Cardinal secrétaire d'État)
- Secrétaire :  Pericle Felici[6]
- Membres nommés par le pape :
  -  Giuseppe Siri[6]
  -  Giovanni Battista Montini[6]
  -  Carlo Confalonieri[6]
  -  Julius Döpfner[6]
  -  Albert Gregory Meyer[6]
  -  Léon-Joseph Suenens[2],[6]

## Tribunal administratif
- Président :  Francesco Roberti[6]
- Membres : 10 membres[6]

## Secrétariat général
Secrétaire général du concile :  Pericle Felici

### Office des cérémonies sacrées
Préfet, Maîtres de cérémonies, employés assignant les places

### Office des actes juridiques
Notaires, promoteurs, scrutateurs

### Office de l'enregistrement et de la conservation des actes
Secrétaires-archivistes, lecteurs, interprètes, traducteurs, sténographes

### Office des instruments techniques
Pour les enregistrements, les votes, etc.

## Modérateurs
- Léon-Joseph Suenens[2]

## Experts
On distingue parmi les experts au concile les experts officiels (ou periti - cf. article détaillé Peritus), et les experts privés. Les premiers sont nommés officiellement par la secrétairerie d’État, avant et pendant le concile. Ils sont au service du concile, et sont au nombre de 480. Les deuxièmes répondent à l'invitation d'un évêque ou d'un groupe d'évêques. Leur nombre est à ce jour estimé à environ 400. Il y a une certaine porosité entre les deux groupes, un certain nombre d'expert privé obtenant le statut d'expert officiel pendant le concile.
- Henri de Lubac, Jean Daniélou, Yves Congar, Aimé-Georges Martimort[2], Roger Etchegaray[2], Pierre Haubtmann, René Laurentin, André Combes
- Miguel Bonet[2]
- Gérard Philips[2], Albert Prignon[2], Gustave Thils[2], Lucien Cerfaux[2], Charles Moeller[2], Philippe Delhaye[2], Béda Rigaux[2], Albert Dondeyne[2], Willy Onclin[2], Victor Heylen[2]
- Hans Küng
- Jorge Arturo Medina Estevez (en lien avec Mgr Raúl Silva Henríquez[2])
- Johannes Overath, Karl Rahner [11]
- Wilfrid Henry Paradis[12], John Courtney Murray [13]
- Josef Andreas Jungmann

### Periti privés
Conseillers théologiques des évêques, ils ne participent ni aux congrégations générales ni aux réunions des commissions, mais sont tenus au secret
- Georges Cottier (peritus privé de Charles de Provenchères[14], puis expert officiel à la 4ème session), Marie-Dominique Chenu
- François Houtart
- Joseph Ratzinger (peritus privé de Joseph Frings)[15], puis expert officiel aux sessions 2, 3, 4 [16]
- Giuseppe Dossetti (peritus privé de Giacomo Lercaro[17], puis expert officiel aux 3ème et 4ème sessions)

## Journalistes
- Henri Fesquet correspondant du Monde
- Antoine Wenger : La Croix
- Robert Rouquette : Étvdes
- Robert Blair Kaiser : Time magazine
- Jan Grootaers : De Maand
- Yves Congar : Informations Catholiques Internationales